# Нови Хановер
Нови Хановер, такође звано Лавонгаи, је део Бизмарковог архипелага у Папуа Новој Гвинеји. Пре него што је Територија Нове Гвинеје постала независна од Уједињеног Краљевства, острво је било део поддистрикта Нова Ирска. Острво има површину од 1.190 km², и 1960. је имало популацију од 5000 становника. 